# Orubica
Orubica falu Horvátországban, Bród-Szávamente megyében. Közigazgatásilag Davorhoz tartozik.

## Fekvése
Bródtól légvonalban 43, közúton 61 km-re nyugatra, Pozsegától   légvonalban 26, közúton 46 km-re délnyugatra, községközpontjától 6 km-re északnyugatra, Nyugat-Szlavóniában, a Száva bal partján fekszik.

## Története
A település neve 1339-ben bukkan fel először szapolyai nemesekkel kapcsolatban, aki egy bizonyos Demeter nevű orubicai nemes fiai voltak. A bosna srebrenai ferences rendtartomány első leírásakor szintén említik Orubicát, ahol visokai ferences atyák szolgáltak.  A térséget 1536-ban szállta meg a török. Orubica a török uralom alatt is a nagyobb telelpülések közé tartozott. Tomo Ivković szkardonai és boszniai püspök 1626 és 1630 között 200 katolikus hívőt bérmált itt meg.  1638. július 10-én Jeronim Lučić püspök és 8 ferences rendtársa 436 főt bérmált meg a településen. Mivel akkoriban a Száva és az Orbász közötti terület nyugati részén nem volt katolikus templom a plébánia területe a Száva mindkét partjára kiterjedt.  1672. március 28-án Nikola Ogramić az 1715 hívőből 1308-at bérmált. A plébániának nem volt temploma, sem plébániaháza, így a püspökök és a ferences atyák a katolikusok házaiban szálltak meg. 
1698-ban a kamarai összeírásban nem szerepel a török uralom alól felszabadított szlavóniai települések között.  Az egyházi vizitáció szerint 1730-ban már állt Szent Illés tiszteletére szentelt, fából, cölöpökre épített plébániatemploma és Szent Rókus temetőkápolnája. Plébánosa Augustin Spaić az ógradiskai ferences kolostor szerzetese volt. 1734-ben említik fából épített plébániaházát. 1746-ban 103 háza, 126 családja és 545 lakosa volt. 1758-ban új templomot építettek a faluban, mely a Száva áradásai miatt egy méter magas cölöpökön állt. Hosszúsága 16, szélessége 5 méter volt. A bejárata előtt kis harangtorony állt. 1760-ban Orubicán 108 ház állt 206 családdal és 925 katolikus lakossal. 1769-ben 106 háza, 221 családja és 942 lakosa volt. 
Az első katonai felmérés térképén „Orobicza” néven található. A gradiskai ezredhez tartozott. Lipszky János 1808-ban Budán kiadott repertóriumában „Orubicza” néven szerepel.  Nagy Lajos 1829-ben kiadott művében „Orubicza” néven 260 házzal, 1296 katolikus és 5 ortodox vallású lakossal találjuk.  A katonai közigazgatás megszüntetése után 1871-ben Pozsega vármegyéhez csatolták. 
A településnek 1857-ben 1376, 1910-ben 1450 lakosa volt. Az 1910-es népszámlálás szerint lakosságának 99%-a horvát anyanyelvű volt. Pozsega vármegye Újgradiskai járásának része volt. Az első világháború után 1918-ban az új szerb-horvát-szlovén állam, majd később (1929-ben) Jugoszlávia része lett. A település 1991-től a független Horvátországhoz tartozik. 1991-ben lakosságának 98%-a horvát nemzetiségű volt. 1993-ban Davor község része lett. 2011-ben 633 lakosa volt, akik mezőgazdasággal, állattartással, halászattal foglalkoztak. 

## Lakossága
| Lakosság változása | Lakosság változása | Lakosság változása | Lakosság változása | Lakosság változása | Lakosság változása | Lakosság változása | Lakosság változása | Lakosság változása | Lakosság változása | Lakosság változása | Lakosság változása | Lakosság változása | Lakosság változása | Lakosság változása | Lakosság változása |
| ------------------ | ------------------ | ------------------ | ------------------ | ------------------ | ------------------ | ------------------ | ------------------ | ------------------ | ------------------ | ------------------ | ------------------ | ------------------ | ------------------ | ------------------ | ------------------ |
| 1857               | 1869               | 1880               | 1890               | 1900               | 1910               | 1921               | 1931               | 1948               | 1953               | 1961               | 1971               | 1981               | 1991               | 2001               | 2011               |
| 1.376              | 1.455              | 1.251              | 1.404              | 1.328              | 1.450              | 1.365              | 1.380              | 1.481              | 1.501              | 1.339              | 1.218              | 986                | 855                | 746                | 633                |

## Nevezetességei
Szent Illés próféta tiszteletére szentelt római katolikus plébániatemploma 1829-ben épült a régi templom helyén. 

## Gazdaság
A helyi gazdaság alapját hagyományosan a mezőgazdaság, az állattartás és a halászat képezi. 

## Kultúra
A helyi kulturális élet szervezője a KUU „Fra Marijan Lanosović“ kulturális és művészeti egyesület. Az ifjúsági klub 2009 óta működik. Kezdetben 60 tagot számlált, azóta a létszáma évről évre nő.

## Oktatás
Az első német nyelvű iskola a katonai igazgatás irányításával 1774-ben nyílt meg a településen. A mai általános iskola a neves ferences író és nyelvtudós, Marijan Lanosović nevét viseli, aki 1742-ben Orubicán született.

## Sport
Az NK SOKO Orubica labdarúgóklubot 1970-ben alapították.

## Egyesületek
A település önkéntes tűzoltóegyletét 1928-ban alapították.

## Híres emberek
Itt született 1742. június 12-én Marijan Lanosović ferences író és nyelvtudós.